# Sande Lemos
Francisco de Sande e Lemos, mais conhecido por Sande Lemos ou Engenheiro Sande Lemos ComC (Lagos, 28 de Novembro de 1888 - Lisboa, 21 de Maio de 1964) foi um político e  engenheiro português.

## Biografia
Nasceu na cidade de Lagos.
Concluiu o curso de Engenheiro Civil no Instituto Superior Técnico da Universidade Técnica de Lisboa.[carece de fontes?] Teve uma destada carreira como engenheiro nas colónias portuguesas, tendo sido director dos Serviços de Obras Públicas na Guiné e em São Tomé e Príncipe, director dos Serviços dos Portos e Caminhos de Ferro de Angola. Também ocupou durante vários anos o posto de presidente da Câmara Municipal de Luanda, e vice-presidente da Comissão Administrativa do Fundo de Fomento.[carece de fontes?] Também fez diversas comissões em Moçambique e na África do Sul, participou no Montepio Ferroviário de Angola, e colaborou na obra Caminhos de Ferro de Luanda.[carece de fontes?]
Exerceu igualmente como engenheiro na Empresa de Cimentos de Leiria.[carece de fontes?]
Ao longo da sua carreira foi por diversas vezes condecorado, destacando-se a sua condecoração como Comendador da Ordem Militar de Cristo, em 9 de Outubro de 1954.
Faleceu em 21 de Maio de 1964, aos 75 anos de idade, na sua residência na Avenida Ressano Garcia, na cidade de Lisboa. Estava casado com Ofélia Madalena Godefroy de Sande Lemos, e era pai de Afonso Pedro Godefroy de Sande Lemos e Francisco José Godefroy de Sande Lemos.

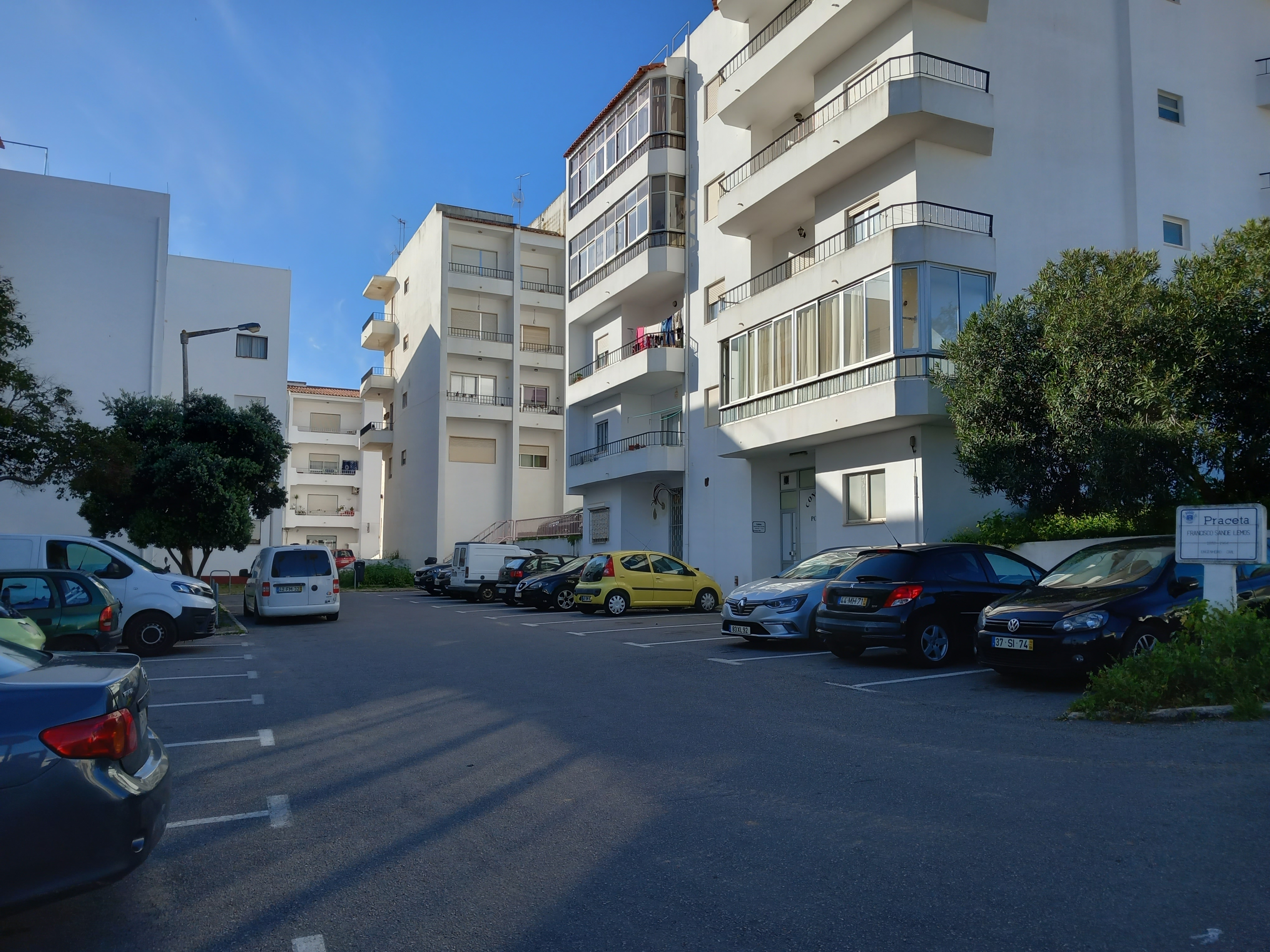
Praceta Francisco Sande Lemos, na cidade de Lagos, em Março de 2023

A Câmara Municipal de Lagos colocou o seu nome numa travessa e uma praceta, ambas situadas na antiga Freguesia de Santa Maria, no Concelho de Lagos.

## Leitura recomendada
- FERRO, Silvestre Marchão (2002). Vultos na Toponímia de Lagos. Lagos: Câmara Municipal de Lagos. 358 páginas. ISBN 972-8773-00-5